# Amboiški edikt
Amboiški edikt ali Amboiški mir (francosko Ėdit d'Amboise, Paix d'Amboise) je bil edikt, ki ga je 19. marca 1563 v dvorcu Amboise podpisala Katarina Medičejska kot regentka svojega sina Karla IX. Edikt je končal prvo fazo francoskih verskih vojn in s tem, da je hugenotom zagotovil verske privilegije in svoboščine, začel obdobje uradnega miru v Franciji. Mir je je postopoma spodkopalo nadaljevanje verskega nasilja na regionalni ravni in sovražnosti so se  leta 1567 obnovile.

## Ozadje
V upanju, da bo rešila vse hujši spor med francoskimi hugenoti in katoličani, je Katarina Medicejska januarja 1562 izdala Januarski ali Saint-Germainski edikt, ki je dovoljeval omejeno strpnost do protestantov. Edikt so nemudoma obsodili katoličani, ki so nasprotovali takšnim koncesijam, na čelu z vojvodom Françoisom Guiškim. Vojvoda je marca 1562 organiziral poboj protestantskih vernikov v pokolu v Vassyju. Pokol se pogosto šteje za prvo dejanje prve francoske verske vojne.
Orléans so 2. aprila 1562 zavzele hugenotske sile pod vodstvom Ludvika I. Condéjskega. Hugenoti so zasedli tudi več drugih mest, vključno s Toursom, Lyonom in Rouenom. Sprti strani sta se od 18. do 28. maja pogajali za mir, vendar ga nista uspeli skleniti,  ker  je Condé vztrajal, da se vojvoda Guiški odstrani z dvora, tega pa krona ni mogla sprejeti. Pogajanja je v imenu krone nadaljeval francoski konstabel Anne de Montmorency, vendar so bili tudi njegovi pogoji nesprejemljivi. Vključevali so prepoved protestantskih pridigarjev in izgon Condéja in drugih protestantskih voditeljev, dokler kralj Karel IX. ne postane polnoleten.
Ponovna katoliška zasedba območij, ki so jih zavzeli hugenoti, je pomenila, da so se možnosti za dogovorjeni mir zmanjšale. Novi poskusi pogajanj o mirovnih pogojih, ko se je Condé novembra 1562 približal Parizu, so bili večinoma taktika zavlačevanja, dokler katoliki niso dobili okrepitev. Kmalu zatem je Antoine Navarski pri Rouenu umrl, Saint André je bil  decembra v bitki pri Dreuxu ubit, Montmorency pa ujet. Izguba treh visokih  katoliških voditeljev je vojvodi Guiškemu omogočila, da je prevzel nadzor nad kraljevimi vojnimi operacijami. Ujetje Louisa Condéjskega v bitki pri Dreuxu ga je zavedlo k prepričanju, da bo lahko zatrl opozicijo in z zavzetjem Orléansa dosegel popolno zmago.
Atentat nanj februarja 1563 je odstranil veliko oviro za dogovorjeni mir, medtem ko demoralizirana kraljeva vojska ni mogla izkoristiti svoje prednosti. Katarina je kmalu za tem odpotovala v Orléans in se 8. marca pogajala o osvoboditvi Condéja in Montmorencyja.  Moža sta se pod njenim nadzorom srečala na bližnjem otoku Île aux Bœufs, da bi razpravljala o mirovnih pogojih, in 19. marca je Kraljevi svet odobril Amboiški edikt. Za razliko od kasnejših ediktov, ki so bili zapečateni z zelenim voskom, ki je pomenil, naj bi bili trajni, je bil Amboiški edikt zapečaten z rumenim voskom, kar je pomenilo, da je le začasen. Pečat je spodkopaval zaupanje protestantov v njegove določbe.

## Določbe
Sporazum je bil oblikovan po prejšnjem Januarskem ediktu, vendar z večjimi omejitvami. Čeprav je dovoljeval svobodo vesti in pravico hugenotov do zasebnega prakticiranja svoje vere,
je bilo skupno kalvinistično bogoslužje na splošno  omejeno na predmestje enega mesta v vsakem sodnem okrožju. Izjeme so vključevale mesta, ki so jih posedovali hugenoti pred 7. marcem, in višje rangirane protestantske plemiče, ki so lahko opravljali bogoslužje na svojih fevdalnih posestvih. Nižji plemiči so dobili enake pravice, vendar le za svoje ožje družinske člane in služabnike. V Parizu je bilo protestantsko bogoslužje prepovedano.
Vse premoženje katoliške cerkve, zaseženo med vojno, se je moralo vrniti z vzajemnimi dogovori za hugenote, ki so bili prikrajšani za položaje in dobrine, vključno s tistimi, ki so živeli v Parizu, kar je bilo v veliki meri zasnovana v korist Condéja. Vlada se je strinjala s povišanjem plač hugenotske vojske, vendar pod pogojem, da zapusti državo, in Condéju odpisala povračilo prihodkov, pridobljenih s pobiranjem davkov med državljansko vojno. Dokončno so bile prepovedane vse politične in verske zveze in oboroženi zbori. Edikt je podelil tudi splošno amnestijo za zločine, storjene med vojno. Ta določba  je začela veljati šele po na hitro načrtovani usmrtitvi Jeana de Poltrota, domnevnega atentatorja na vojvodo Guiškega.  Povzročanje novih konfliktov je bilo prepovedano. Kršitelji so bili lahko kaznovan brez sojenja.
22. decembra je bila sprejeta vrsta sprememb. Svoboda bogoslužja za višje protestantsko plemstvo na lastnih posestvih je izključevala zemljišča, kupljena od katoliške cerkve, medtem ko so tisti z več bivališči to lahko storili, ko so se selili med njimi. Guvernerji so lahko določali "sodna okrožja" predmestja s pomočjo komisarjev ali brez njih. Protestantsko bogoslužje se je lahko nadaljevalo samo v mestih, ki so jih protestanti  okupirali pred 7. marcem, in so bila ob koncu vojne še v njihovi posesti. V mestih, ki so jih izgubili, bogoslužja ni bilo mogoče uvesti. Protestantski Parižani niso mogli prisotvovati bogoslužju izven Pariza. Če so to želeli, so se morali izseliti. Pokopi naj bi potekali na medsebojno dogovorjenih mestih zunaj mestnega obzidja. Da bi preprečili konflikte, je pogrebno spremstvo smelo imeti največ trideset 30 članov.
Pomembni predstavniki na obeh sprtih straneh so menili, da je edikt nezadovoljiv in so raje nadaljevali z bojevanjem. Guiseova stranka je trdila, da je bilo protestantom danih preveč koncesij, medtem ko je hugenotska frakcija, znana kot Stranka pastorjev, katere člani so bili Coligny in teologi, menila, da niso šli niti približno dovolj daleč in so bili v veliki meri naklonjeni predvsem protestantskemu plemstvu na čelu z avtorjem edikta Condéjem.

## Potrditev in uveljavljanje
Ker so mnogi udeleženci na obeh straneh nasprotovali ediktu, je glavno vprašanje postalo  njegovo  sprejetje. Proces je vključeval tudi veliko turnejo Karla IX. po Franciji, ki se je začela leta 1564 in je trajala dve leti. Kralj je v organizaciji Katarine Medičejske potoval v smeri urinega kazalca, pokrival tri ločene parlamente in obiskal številna mesta, obravnaval peticije in kaznoval tiste, ki so bili odgovorni za neupoštevanje njegovih določb. Krona se je nazadnje zatekla k uvedbi lit de justices, izrednega zasedanja pariškega parlamenta pod predsedstvom kralja, ki je pod prisilo sprejemal kraljeve odloke. Spoštovanja na lokalni ravni ni uspela zagotoviti niti ta samovoljna ustanova. V Toursu, na primer,  protestanti niso sprejeli kraja bogoslužja, določlenega z odlokom, v Romans-sur-Isère pa bogoslužja niso želeli obnoviti.
Bolj neposredne težave so vključevale potrebo po demobilizaciji protestantskih plačancev. Neplačane čete so več tednov neovirano ropale in plenile po Šampanji, dokler niso bile s pomočjo rednih čet izgnane iz Metza. Izkazalo se je tudi,  da je skoraj nemogoče uveljaviti prepoved političnih in verskih skupin. Mednje sta spadali Bratovščini Svetega duha, ki sta ju v Languedocu ustanovila Blaise de Montluc in v Burgundiji Tavannes.

### Potrditev
Da bi bil edikt postal zakonit, so ga morali najprej potrditi regionalni parlamenti, ki so večinoma nasprotovali klavzulam o strpnosti do hugenotov.
- Največji in najpomembnejši je bil Pariški parlament, ki je bil pristojen za precej večje ozemlje od samega mesta (glej zemljevid). Za zagotovitev potrditve sta bila odgovorna Ludvik, vojvoda Montpensierski in Karel Bourbonski,[26] vendar je bil parlament pripravljen sprejeti samo dopoljnjeno različico, s katero bi edikt veljal samo do Karlove polnoletnosti.[27] Ko je Karel avgusta 1563 v Rouenu razglasil svojo polnoletnost, je ta pogoj prenehal veljati.[20]
- Parlament Normandije v Rouenu se je  odločno uprl prizadevanjem, da bi ga potrdil, lokalna uprava, imenovana Svet 24, pa je zaprosila za izvzetje iz njegovih določb. Ko je bilo to zavrnjeno, je parlament sprejel lasten zakon, ki je razveljavil ključne dele edikta. Edikt je bil sprejet šele po umoru več protestantov, ki so se konec aprila želeli vrniti v mesto.[28]
- Parlement Dijona se je izkazal za še bolj trmastega in je na sodišče poslal komisijo, da je vložila protest, čemur je maja sledil ugovor kralju. Edikt je bil pod prisilo sprejet 19. junija, dodatna klavzula pa je dejansko zanikala njegovo potrditev. Pravilno registriran je bil šele maja 1564, ko je Karel IX. med svojo turnejo izdal lit de justice.[29]
- V Parlamentu Bordeauxa je registracijo izsilil njegov predsednik Jacques-Benôit Lagebaton, ki je bil nato zaradi svoje odločitve preganjan in odstavljen s položaja.[27] Parlamenta v Bordeauxu in Toulouseu  sta sprejela spremenjeni različici edikta, kar je kralja prisililo, da je obema izdal lit de justice.[30]
- Parlement d'Aixa je leto dni zavračal prejem edikta, zaradi česar je kralj novembra 1564 njegove najbolj neposlušne člane[31] zamenjal z izbranimi sodniki iz Pariza. Odpor katolikov v regiji se je kljub temu nadaljeval.[14]
- Edina parlamenta, ki sta bila pripravljena registrirati edikt brez prisile, sta bila parlamenta v Grenoblu, kjer so prevladovali hugenoti, in v Rennesu, ki je bil ponovno ustanovljen šele leta 1554 in je bil zato bolj dovzeten za kraljev vpliv. Oba parlamenta sta izdala izjavi, v katerih sta pozvala pripadnike obeh ver, naj se združijo in podprejo kraljeve edikte.[32]

### Uveljavljanje
Izkazalo se je, da številni parlamenti niso bili pripravljeni uveljaviti pravkar sprejete zakonodaje.  Za nadziranje procesa je kralj v province posla trideset komisarjev s širokimi sodnimi in izvršilnimi pooblastili, da bi obravnavali peticije in pritožbe prebivalcev iz njim dodeljenih krajev.  Ponekod, na primer v Lyonu, so morali inšpektorji 
prisiliti nižja sodišča, da registrirajo edikt. Nekateri komisarji so se soočali tudi z nasprotovanjem katoliških regionalnih vojaških guvernerjev, kot sta bila Charles de Montmorency-Damville v Île-de-France in Gaspard de Saulx v Burgundiji. Nekaj nejasnosti glede več ključnih vprašanj je komisarjem omogočila prilagoditev pogojev lokalnim potrebam, na primer to, ali morajo protestanti okrasiti svoje hiše za katoliške praznike. Za pomoč pri uveljavljanju so bili komisarjem ponekod dodeljeni visoki vojaški častniki. 
Januarja 1566 so številni pomisleki, poslani v presojo kralju, pripeljali do ukinitve sistema komisarjev. Nadomestile so jih "nevtralne zbornice", ki so jih ustanovili regionalni parlamenti.

### Dediščina Amboiškega miru
Sporazum ni dosegel svojega glavnega namena končanja verskih delitev. Leta 1567 se je začela naslednja faza vojne, ki so jo povzročili strahovi hugenotov pred preklicem edikta in izbruh spopadov med Španijo in protestantskimi uporniki na Nizozemskem. Bolj kot to je edikt spodkopalo stalno versko nasilje v regionalnih skupnostih, ki so sledili Šentjernejski noči 24. avgusta 1572 v Parizu.

## Opomba
1. ↑  Guise, ki ga je ranil Poltrot, je šest dni kasneje umrl, predvsem zaradi tega, ker so mu njegovi kirurgi nenehno puščali kri.[17]